# Voúlpi
Voúlpi, en grec moderne : Βούλπη, est un village du dème d'Ágrafa, dans le district régional d'Eurytanie en Grèce-Centrale.
Selon le recensement de 2011, la population du dème compte 158 habitants.